# Protocol d'informació de gestió comú
El Common Management Information Protocol (CMIP) és el protocol de gestió de xarxa especificat per OSI.
Definit a la Recomanació ITU-T X.711, Norma Internacional ISO/IEC 9596-1. Proporciona una implementació per als serveis definits pel Common Management Information Service (CMIS) especificat a la Recomanació ITU-T X.710, ISO/IEC International Standard 9595, que permet la comunicació entre aplicacions de gestió de xarxa i agents de gestió. CMIS/CMIP és el protocol de gestió de xarxa especificat pel model de gestió de xarxa ISO / OSI i l'ITU-T el defineix a la sèrie de recomanacions X.700.
El CMIP modela la informació de gestió en termes d'objectes gestionats i permet tant la modificació com la realització d'accions sobre els objectes gestionats. Els objectes gestionats es descriuen mitjançant GDMO (Directrius per a la definició d'objectes gestionats) i es poden identificar amb un nom distingit (DN) del directori X.500.
CMIP també proporciona una bona seguretat (autorització de suport, control d'accés i registres de seguretat) i informes flexibles de condicions inusuals de la xarxa.

## Serveis implantats
La funcionalitat de gestió implementada pel CMIP es descriu a Serveis CMIS.
En una xarxa de gestió de telecomunicacions típica, un sistema de gestió farà ús dels serveis d'operació de gestió per supervisar els elements de la xarxa. Els agents de gestió que es troben als elements de la xarxa faran ús dels serveis de notificació de gestió per enviar notificacions o alarmes al sistema de gestió de la xarxa.

## Desplegament
El CMIP s'implementa en associació amb els protocols ACSE i ROSE. Tots dos són protocols OSI de capa 7 (Capa d'aplicació). ACSE s'utilitza per gestionar associacions entre aplicacions de gestió (és a dir, gestionar connexions entre agents CMIP). ROSE s'utilitza per a totes les interaccions d'intercanvi de dades. A més de la presència d'aquests protocols de capa 7, CMIP assumeix la presència de totes les capes OSI als nivells inferiors, però no especifica explícitament quins haurien de ser.
Hi ha hagut alguns intents d'adaptar CMIP a la pila de protocols TCP/IP. El més notable és el CMOT contingut a RFC 1189 (que detalla CMIP sobre TCP). Altres possibilitats inclouen RFC 1006 (que proporciona un servei de transport ISO a la part superior de TCP) i CMIP sobre LPP (un protocol de capa de presentació que es pot executar a sobre de TCP o UDP).
També hi ha una forma de CMIS que es desenvolupa per funcionar directament a la part superior de la subcapa LLC. S'anomena LAN/MAN Management Protocol (LMMP), abans era Common Management Information Services and Protocol over IEEE 802 Logical Link Control (CMOL). Aquest protocol elimina la necessitat de la pila OSI com és el cas de CMIP.

## Història
CMIP es va dissenyar en competència amb SNMP i té moltes més funcions que SNMP. Per exemple, SNMP només defineix accions "configurades" per alterar l'estat del dispositiu gestionat, mentre que CMIP permet la definició de qualsevol tipus d'acció. CMIP va ser una part clau de la Xarxa de Gestió de Telecomunicacions i va permetre la gestió de xarxes entre organitzacions i proveïdors. A Internet, però, la majoria de dispositius TCP/IP admeten SNMP i no CMIP. Això es deu a la complexitat i els requisits de recursos dels agents i sistemes de gestió del CMIP. CMIP és compatible principalment amb dispositius de telecomunicacions.